# Gertrud Adelborg
Gertrud Virginia Adelborg, född 10 september 1853 i Karlskrona, död 25 januari 1942 i Gagnef, var en svensk feminist. Hon är känd för sitt engagemang i den första vågens kvinnorörelse i Sverige, särskilt i frågan om kvinnlig rösträtt; hon överlämnade år 1899 den första petitionen om kvinnlig rösträtt från den svenska kvinnorörelsen till Sveriges statsminister.

## Biografi
Gertrud Adelborg var dotter till kommendörkapten Bror Jacob Adelborg och Hedvig af Uhr, dotterdotter till Gustaf af Uhr samt syster till textilkonstnären Maria Adelborg och konstnären Ottilia Adelborg.
Gertrud Adelborg var privatlärare 1874–1879 och anställd som skrivbiträde vid Svea hovrätt 1881–1883. 
Gertrud Adelborgs livsgärning var inom den svenska kvinnorörelsen. Genom personlig bekantskap med Sophie Adlersparre knöts hon till Fredrika Bremer-förbundet (FBF) från dess grundande 1884. Genom begåvning, arbetsförmåga och engagemang, kom hon snart att inta en betydande ställning inom förbundet på dess byrå i Stockholm. Från 1886 verkade hon som föreståndare på FBF, och var styrelseledamot i nämnda förbund 1897–1915. Inom FBF tog hon initiativet till dess lanthushållningsskola för utbildande av lärarinnor vid Rimforsa, och var ledamot av dess styrelse 1907–1921. Dagen före nyårsdagen 1899 ingick Adelborg i den delegation på två från FBF som under ledning av Agda Montelius uppvaktade statsminister Erik Gustaf Boström med ett förslag om kvinnlig rösträtt. Det var Montelius som talade med Boström, men det var Adelborg som hade utrett frågan och författat den skrivelse som överlämnades. Det var första gången kvinnorna i Sverige själva formellt överlämnade ett förslag om rösträtt.
Gertrud Adelborg var styrelseledamot i Föreningen för kvinnans politiska rösträtt i Stockholm 1902–1906 och i Landsföreningen för kvinnans politiska rösträtt (LKPR) 1903–1906. Efter Arvid Lindmans tillträde 1907 undvek han frågan om kvinnlig rösträtt genom att hänvisa till den föregående regeringens tillsatta utredning, som skulle avslutas 1912. LKPR skickade då en delegation till Oscar II. Adelborg blev delegationens talesperson. Hon påminde Oscar II om de reformer för könens lika rätt som hade genomförts av hans far, Oscar I, och fortsatte med förhoppningen att Oscar I:s son skulle förbinda sitt namn med ett förslag om kvinnlig rösträtt. Enligt Lydia Wahlström var detta bra taktik, för "så fort kungen fick höra sin fars namn, var hans intresse väckt". Oscar II svarade att han skulle göra vad konstitutionen tillät, men att det på grund av regeringen kanske inte skulle bli av under nästa års riksdag. Adelborg hade en viktig men mindre synlig roll inom båda förbunden: hon strukturerade arbetet, utredde och sammanställde fakta och författade skrivelser. Hon erhöll medaljen Illis Quorum 1907, och 1915 blev hon hedersledamot i Fredrika-Bremers-förbundets styrelse. Hon var även verksam mot människohandel som medlem i Vaksamhet.
Gertrud Adelborg förblev ogift. 1904 flyttade hon till Gagnef tillsammans med sina systrar Ottilia och Maria, där hon bodde till sin död.

### Uppslagsverk
- Adelborg, Gertrud i Vem var det? (1944)
- Hedberg, Walborg & Arosenius, Louise: Svenska kvinnor från skilda verksamhetsområden. Stockholm 1914, sid. 1.
- Hedvall, Barbro (2011). Susanna Eriksson Lundqvist. red. Vår rättmätiga plats: Om kvinnornas kamp för rösträtt. Förlag Bonnier. ISBN 978-91-7424-119-8
- Thorstenson, Axianne: Gertrud V. Adelborg, Svenskt biografiskt lexikon, Band 1 (1918), sida 65.